# Czyścica
Czyścica (Acinos Mill.) – rodzaj roślin wyróżniany w dawniejszych systemach klasyfikacyjnych w obrębie rodziny jasnotowatych. Współcześnie rodzaj włączany jest zwykle do klinopodium Clinopodium (m.in. wraz z kalaminta Calamintha), co wynika z powiązań filogenetycznych ustalonych na podstawie danych genetycznych. Pozycja systematyczna tych roślin nie jest w sposób pewny ustalona – niektóre badania wskazują na bliskie pokrewieństwo z przedstawicielami rodzaju Ziziphora. W efekcie pojawiają się propozycje włączenia tych roślin do tego rodzaju w randze sekcji.

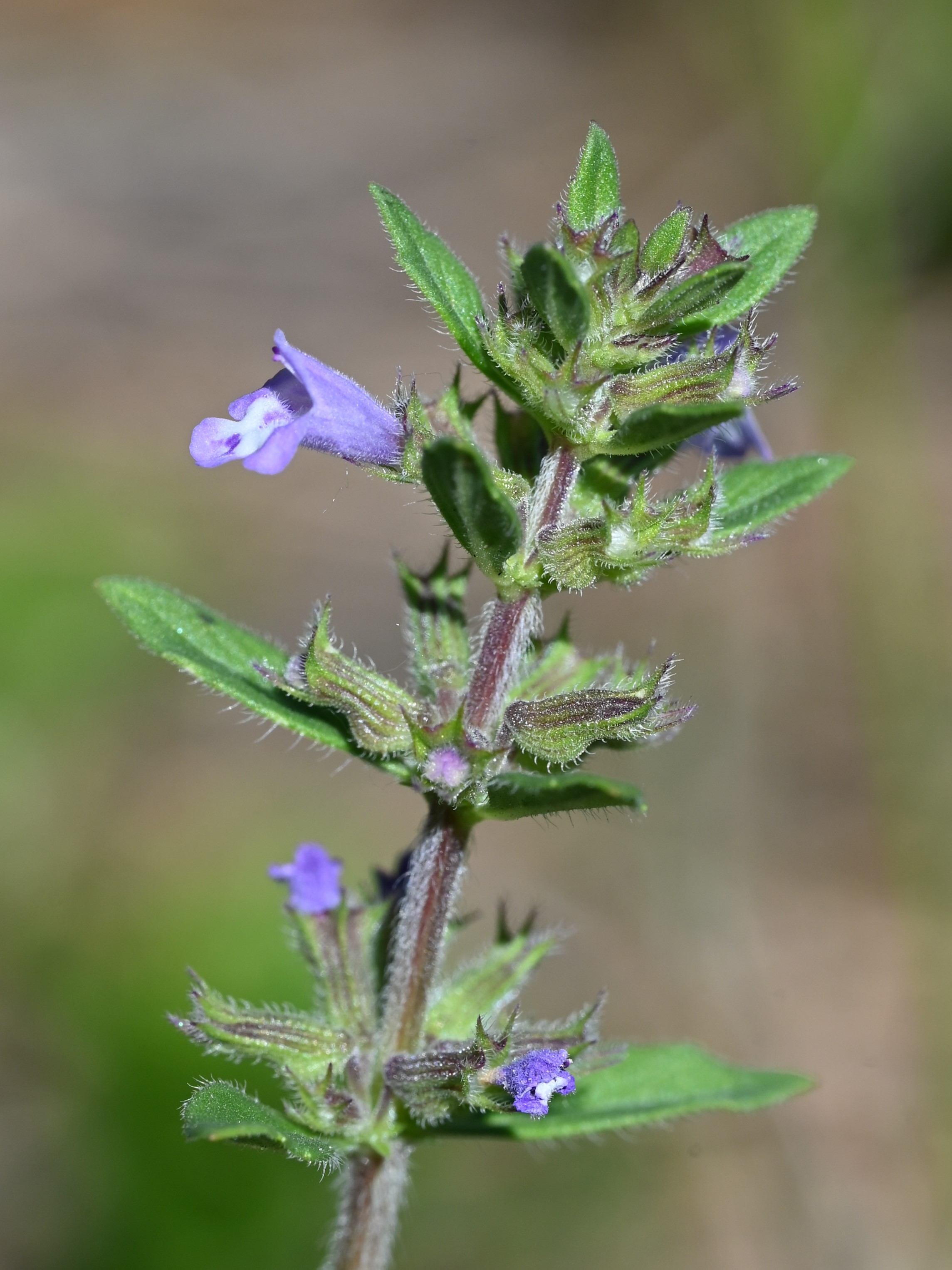
Czyścica drobnokwiatowa

W tradycyjnym ujęciu rodzaj obejmował gatunki zasiedlające suche i słoneczne siedliska. W Europie miał 6 przedstawicieli, z czego jeden występuje w Polsce – czyścica drobnokwiatowa (Acinos arvensis (Lam.) Dandy ≡ Calamintha acinos (L.) Clairv.).